# Spulerina corticicola
Spulerina corticicola är en fjärilsart som beskrevs av Tosio Kumata 1964. Spulerina corticicola ingår i släktet Spulerina och familjen styltmalar. Inga underarter finns listade i Catalogue of Life.